# Alarodia
Alarodia is een geslacht van vlinders van de familie slakrupsvlinders (Limacodidae).

## Soorten
- A. immaculata (Grote, 1865)
- A. minuscula Dyar, 1927
- A. nana Möschler, 1886